# Żądania narodu słowackiego

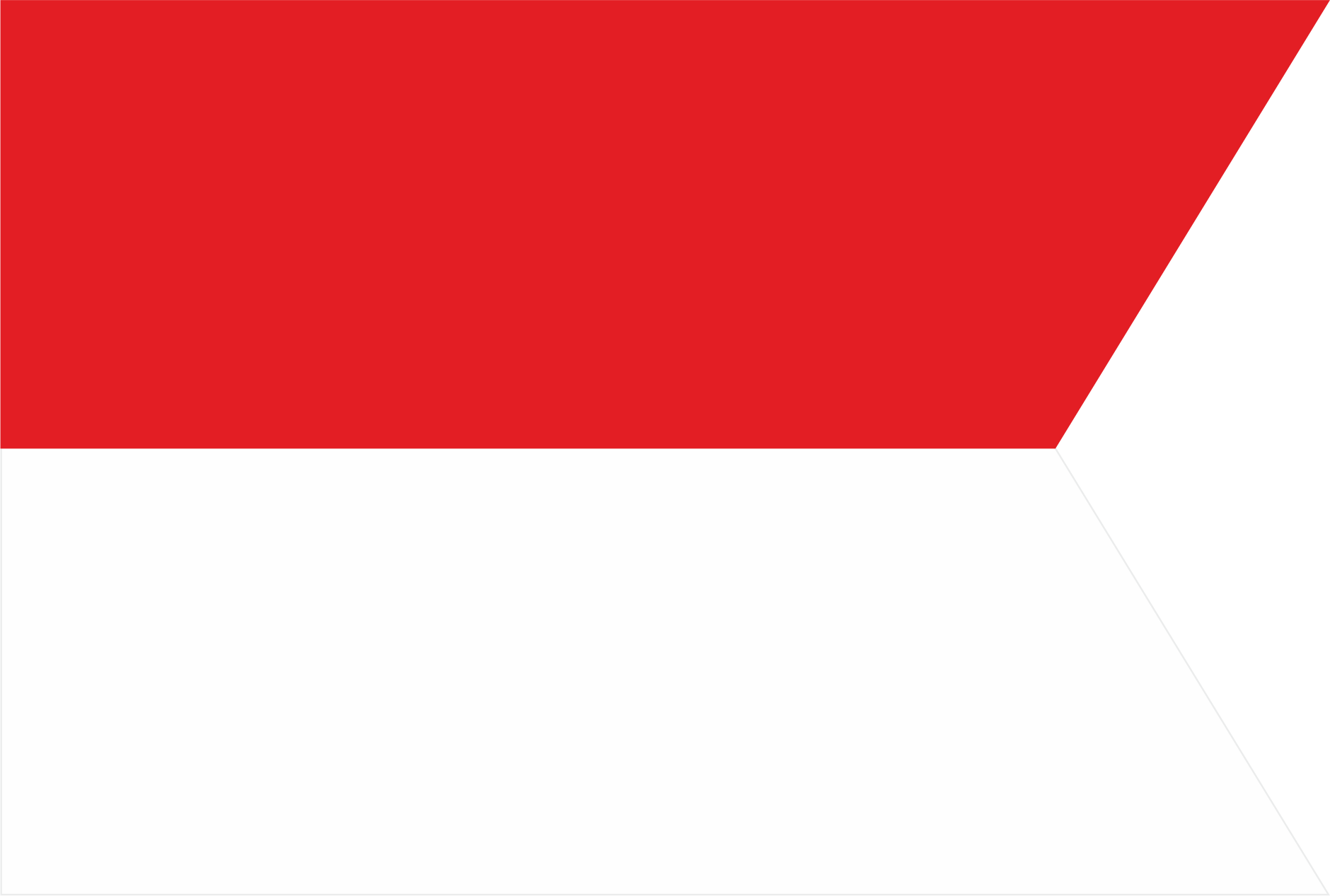
Flaga Słowacji zaproponowana w memorandum

Żądania narodu słowackiego (słow. Žiadosti slovenského národa) – memorandum, pierwszy dokument wyrażający słowackie dążenia narodowe, ogłoszony 10 maja 1848.

Dokument powstał podczas wydarzeń Wiosny Ludów, kiedy to zwolennicy Ľudovíta Štúra sformułowali pierwszy polityczny program narodu słowackiego, co było odpowiedzią na brak zainteresowania sprawą słowacką ze strony władz węgierskich. Żądania podpisane zostały w Liptowskim Mikułaszu przez Michala Miloslava Hodžę, prezesa Słowackiej Rady Narodowej.
Naród słowacki w ramach Królestwa Węgier po ponad dziewięciu wiekach snu czuje się jak pranaród w tym kraju, uświadamiając sobie, że ta święta ziemia i kraj matka, będący źródłem i kolebką minionej sławy jego przodków oraz teatrem, na którego scenie ojcowie jego i bohaterowie za koronę przelewali krew, był jeszcze do niedawna jedynie jego macochą, obchodzącą się z nim bez serca i trzymającą jego mowę i narodowość na łańcuchu wstydu i zhańbienia.
Dokument skupia w sobie wszelkie, narosłe przez długi czas, słowackie tęsknoty narodowe oraz poczucie krzywdy związane z „tysiącletnią” niewolą. Retoryka i argumentacja dzieła wskazuje na antykolonializm jako linię strategiczną słowackiego romantyzmu.
Formułując program w obszarze wychowania i oświaty, twórcy Żądań stawiali sobie za cel zmianę stosunków feudalnych na wsi oraz ukształtowanie niezależnego narodu słowackiego.